# Roldana
Roldana là một chi thực vật có hoa trong họ Cúc (Asteraceae).

## Loài
Chi Roldana gồm các loài:
1. Roldana albonervia - from Jalisco to Guatemala
2. Roldana angulifolia - central Mexico
3. Roldana anisophylla - Oaxaca
4. Roldana barba-johannis - from Hidalgo to Honduras
5. Roldana calzadana - Oaxaca
6. Roldana chapalensis - central Mexico
7. Roldana chiapensis - Chiapas
8. Roldana cordovensis - central Mexico
9. Roldana cristobalensis - Oaxaca, Chiapas, Guatemala
10. Roldana ehrenbergiana - central Mexico
11. Roldana eriophylla - Oaxaca, Chiapas, Guatemala
12. Roldana floresiorum - Jalisco
13. Roldana galiciana - Jalisco
14. Roldana gesneriifolia - Durango
15. Roldana gilgii - Chiapas, Guatemala
16. Roldana gonzaleziae - Jalisco, Durango
17. Roldana grimesii - northeastern Mexico
18. Roldana guadalajarensis - west-central Mexico
19. Roldana hartwegii - AZ NM TX, northwestern Mexico
20. Roldana hederifolia - Michoacán, Oaxaca
21. Roldana heracleifolia - central Mexico
22. Roldana heterogama - Chiapas, Central America
23. Roldana heteroidea - Oaxaca
24. Roldana hirsuticaulis - northeastern Mexico
25. Roldana jurgensenii - from Oaxacato Honduras
26. Roldana kerberi - Colima, Jalisco, Oaxaca
27. Roldana langlassei - 	Guerrero
28. Roldana lanicaulis - from Tamaulipas to Guatemala
29. Roldana lobata - from Jalisco to Guatemala
30. Roldana manantlanensis - 	Jalisco
31. Roldana marquesii - 	Veracruz, Hidalgo
32. Roldana metepeca - central Mexico
33. Roldana mexicana - central Mexico
34. Roldana mezquitalana - Jalisco, Durango
35. Roldana mixtecana - Oaxaca
36. Roldana neogibsonii - central Mexico
37. Roldana nesomiorum - 	Nuevo León, Tamaulipas
38. Roldana oaxacana - Oaxaca
39. Roldana pennellii - Durango
40. Roldana petasitis - from Nicaragua to Hidalgo
41. Roldana pinetorum - 	Guerrero, Oaxaca
42. Roldana platanifolia - from Tamaulipas to Oaxaca
43. Roldana reglensis - 	Veracruz
44. Roldana reticulata - central Mexico
45. Roldana robinsoniana - western Mexico
46. Roldana sartorii - Oaxaca
47. Roldana scandens - Costa Rica
48. Roldana schaffneri - from Nicaragua to Veracruz
49. Roldana sinuata - from Jaliscoto Oaxaca
50. Roldana subpeltata - 	Durango, Sinaloa
51. Roldana sundbergii - 	Nuevo León, Tamaulipas
52. Roldana tepopana - 	Sonora
53. Roldana tlacotepecana - Guerrero
54. Roldana tonii - Chiapas